# Juan José Paz (judoka)
Juan José Paz (La Paz, 1980) es un judoka boliviano y actual Presidente de la Federación de Judo, Administrador de Empresas de profesión, con maestría en Gestión Deportiva, en Europa. Participó en diferentes eventos deportivos, como el Campeonato Mundial de Judo organizado en el Osaka (Japón), después en los Juegos Panamericanos de Santo Domingo en 2003, en los Juegos Olímpicos de Atenas 2004 y en los Juegos Odesur de Buenos Aires de 2006, (Cuenca) y (Rio), Obtuvo medalla de bronce en el ODESUR 2001 y en los Juegos Bolivarianos 2001. Entrena a nuevos deportistas interesados para formarse en esta disciplina deportiva.